# Kanton Cayenne-1 Nord-Ouest

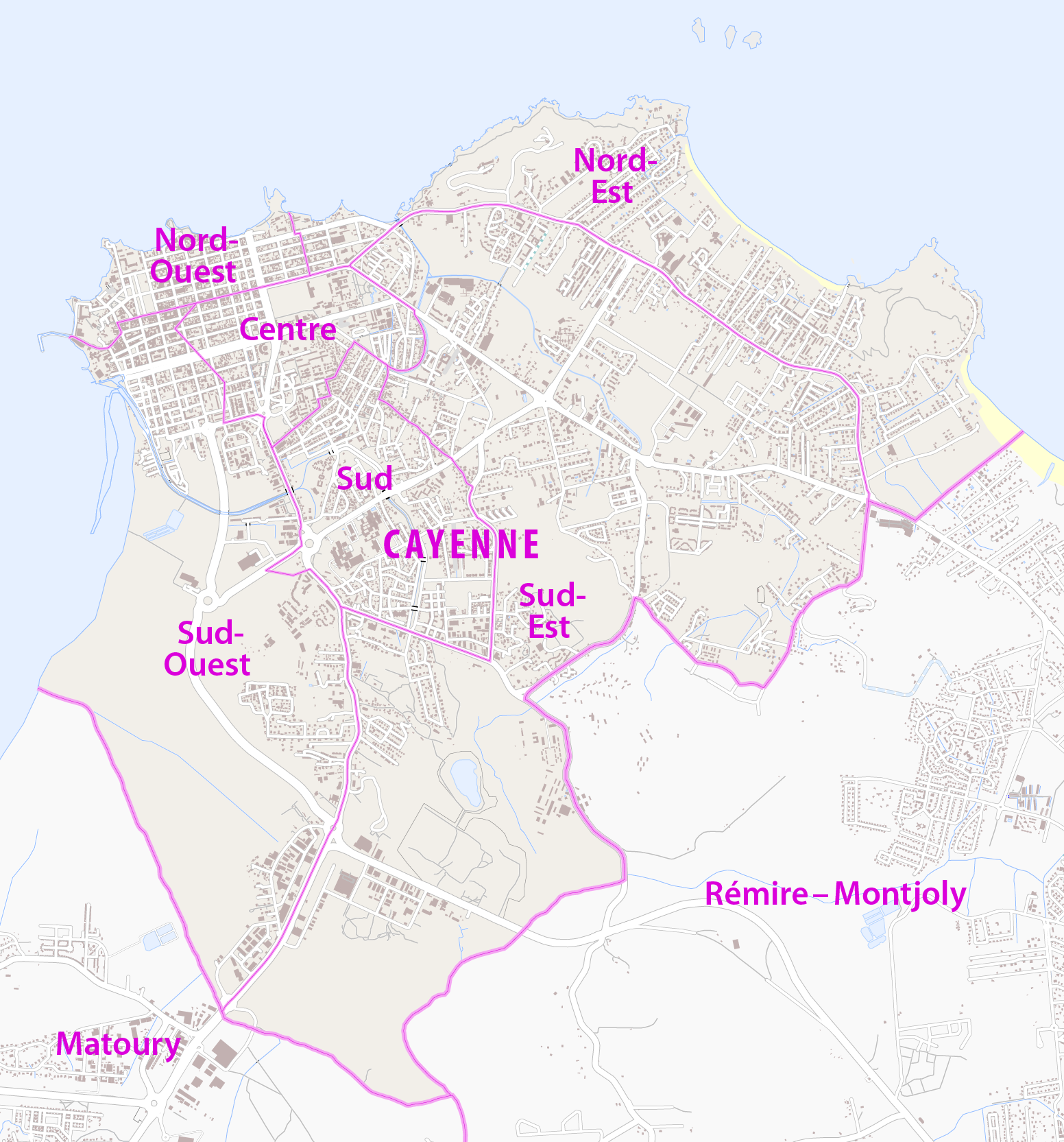

Kanton Cayenne-1 Nord-Ouest (francouzsky Canton de Cayenne-1 Nord-Ouest) byl francouzský kanton v departementu Francouzská Guyana v regionu Francouzská Guyana. Byl tvořen částí města Cayenne. Zrušen byl po reformě kantonů 2014.